# Savigny-sur-Clairis
Savigny-sur-Clairis település Franciaországban, Yonne megyében. Lakosainak száma 451 fő (2022. január 1.). Savigny-sur-Clairis Domats, Courtenay, Saint-Hilaire-les-Andrésis, Piffonds és Vernoy községekkel határos.

## Népesség
A település népessége az elmúlt években az alábbi módon változott:
| Lakosok száma | 404  | 453  | 463  | 459  | 456  | 454  | 451  | 450  | 451  |
|               | 2013 | 2015 | 2016 | 2017 | 2018 | 2019 | 2020 | 2021 | 2022 |